# Dhrimón (ort i Grekland)
Dhrimón (Drymonas, Drymon) är en ort i Grekland.   Den ligger i prefekturen Nomós Magnisías och regionen Thessalien, i den centrala delen av landet, 140 km nordväst om huvudstaden Aten. Dhrimón ligger 105 meter över havet och antalet invånare är 257.
Terrängen runt Dhrimón är kuperad. Runt Dhrimón är det glesbefolkat, med 18 invånare per kvadratkilometer. Närmaste större samhälle är Almyrós, 14,9 km nordväst om Dhrimón. 